# Sofulu
Sofulu (en armenio: Սոֆուլու) es un exclave de Azerbaiyán, perteneciente al raión de Qazaj. En el presente, está bajo control armenio.
Está rodeado totalmente por Armenia, que lo controla desde el 27 de abril de 1992, en el marco de la primera guerra de Nagorno Karabaj. Su superficie ronda los 43,9 kilómetros cuadrados, y sus coordenadas son 41°00′03″N 45°12′51″E / 41.00083, 45.21417...